# Prêmio Staudt
O Prêmio Staudt (em alemão:  Karl-Georg-Christian von Staudt-Preis, abreviadamente Staudt-Preis) é um prêmio de matemática da Alemanha, concedido a cada três a seis anos. Pode ser concedido a um ou mais matemáticos que trabalhem em uma universidade ou instituição de pesquisa alemã, desde que não seja uma estadia temporária. São homenageados "resultados de pesquisas notáveis, pioneiros e publicados no campo da matemática teórica".
A denominação do prêmio é uma homenagem a Karl Georg Christian von Staudt, que ocupou a cátedra de matemática na Universidade de Erlangen-Nuremberg. Patrocinador do capital social do prêmio monetário é a Otto-und-Edith-Haupt-Stiftung. Otto Haupt foi um dos sucessores de Staudt na cátedra em Erlangen. De acordo com os estatutos originais, o prêmio era dotado de, pelo menos, 50 000 marcos alemães, sendo que em 2004 foi distribuído aos dois vencedores um total de 30 000 euros. Os atuais estatutos (situação em 2014) prevêem um prêmio em dinheiro de 25 000 euros.

## Recipientes
- 1991 Hans Grauert por seu trabalho no campo da teoria das funções[1]
- 1994 Stefan Hildebrandt por seus trabalhos sobre cálculo variacional
- 1997 Martin Kneser por suas contribuições para a teoria das formas quadráticas
- 2001 Don Zagier por seu trabalho sobre a teoria dos números
- 2004 Günter Harder por seu trabalho sobre a teoria de grupos algébricos e Friedhelm Waldhausen por seus resultados em variedades tridimensionais e a teoria K algébrica[2]
- 2008 Gerd Faltings por suas notáveis realizações no campo da matemática teórica, pela evidência de numerosas conjecturas da geometria aritmética e por sua pesquisa sobre a cohomologia e a teoria de feixes de vetores em curvas.[3]
- 2013 Michael Rapoport em reconhecimento por seu trabalho em geometria aritmética e áreas relacionadas[4]